# Neil Smelser
Neil J. Smelser, né le 22 juillet 1930 à Kahoka (Missouri, États-Unis) et mort le 2 octobre 2017, était un sociologue américain, spécialiste de l'étude des comportements collectifs.
Il obtint sa licence à l'Université Harvard en 1952. Il fut récipiendaire de la bourse Rhodes et étudia ainsi la philosophie, les sciences politiques et l'économie à l'Université d'Oxford de 1952 à 1954, avant d'obtenir son Ph.D en sociologie à l'Université Harvard en 1958.
En 1956 il fut le co-auteur, avec Talcott Parsons, de Economy and Society. De 1994 à 2001 il fut le cinquième directeur du Center for Advanced Study in the Behavioral Sciences, un centre de recherches interdisciplinaire en lettres et sciences sociales basé à Stanford, Californie, États-Unis. Il prit sa retraite de l'Université de Californie à Berkeley en 1994 et est actuellement professeur émérite.
Sa « théorie de la valeur ajoutée » (Value added theory), ou « théorie de la tension » (« Strain theory ») énonce la nécessité de six facteurs pour qu'un mouvement social émerge :
1. Incitation structurale (Structural conduciveness) : facteurs qui permettent la possibilité de certains comportements (par exemple, la proximité spatiale) ;
2. Tension structurale (Structural strain) : force de tension pour la société (comme les inégalités sociales ou le sentiment d'injustice) ;
3. Opinions généralisées (Generalized belief) : les participants au mouvement social doivent aboutir à une compréhension du problème en question ;
4. Facteurs déclencheurs (Precipitating factors) : l'étincelle qui provoque l'incendie ;
5. Mobilisation pour l'action (Mobilization for action) : les participants ont besoin d'être organisés ;
6. Échec du contrôle social (Failure of social control) : comment les autorités réagissent (ou non).

NB : Les traductions des termes originaux en anglais sont purement indicatives.

## Source
- (en) Cet article est partiellement ou en totalité issu de l’article de Wikipédia en anglais intitulé « Neil Smelser » (voir la liste des auteurs).